# Nekrolog März 2024
Nekrolog
◄◄
| ◄
| 2020
| 2021
| 2022
| 2023
| 2024 | 2025
Januar |
Februar |
März |
April |
Mai |
Juni |
Juli |
August |
September |
Oktober |
November |
Dezember 2024
Weitere Ereignisse | Allgemeiner Nekrolog 2024
Die Beschreibung der verstorbenen Person sollte so kurz wie möglich gehalten sein und nur deren signifikante Tätigkeit(en) enthalten.
Neue Namen ggf. auch unter dem Geburts- und Sterbedatum, also etwa unter 1. Januar und im Geburts- und Sterbejahr (2024) eintragen (nur bei entsprechender großer Wichtigkeit). Für Beispiele siehe die schon vorhandenen Artikel.
Außerdem über die fünf zuletzt Verstorbenen, zu denen es einen ausreichend guten Artikel für eine Präsentation auf der Hauptseite gibt, nach der todesbedingten Überarbeitung der Artikel ggf. auch unter Wikipedia Diskussion:Hauptseite informieren und sie am besten auch in den anderen Wikipedia-Sprachversionen eintragen. Tipp: Regelmäßig bei news.google.de nach „ist tot“, „gestorben“ oder „verstorben“ suchen.
Wenn eine Person gestorben ist, gibt es viele Seiten zu dieser Person in der Wikipedia, die davon auch betroffen sind und entsprechend aktualisiert werden müssen. Beispiele: Namenübersichtsseite, Geburtsjahr, Geburtsort-Seiten und viele mehr.
Wie finde ich die betroffenen Seiten?
Im Suchfeld auf der linken Seite gibt man den Suchbegriff so ein: „Vorname Nachname“. Dann klickt man auf Volltext und alle Seiten mit entsprechendem Suchtext werden aufgerufen. Hier sieht man dann schnell, wo auch das Todesjahr Sinn macht oder sogar ein Teil des Artikels angepasst werden muss. Auch hilft das „Werkzeug“ auf der linken Seite sehr gut, um solche Seiten aufzufinden: „Links auf diese Seite“. Somit ist die Wikipedia wieder aktuell in allen Bereichen! Hinweis: bei Eintragung der Kategorie „Gestorben JAHR“ wird der Missbrauchsfilter 49 ausgelöst, was jedoch nicht schlimm ist. Siehe: Spezial:Missbrauchsfilter/49
Dies ist eine Liste von im März 2024 verstorbenen bekannten Persönlichkeiten. Die Einträge erfolgen innerhalb der einzelnen Daten alphabetisch sortiert. Tiere sind im Nekrolog für Tiere zu finden.

## März
Bearbeitungshinweis: Neue Todesfälle bitte absteigend nach Tagen geordnet eintragen. Die Todesfälle desselben Tages bitte in alphabetischer Reihenfolge einfügen.
| Tag      | Name                           | Beruf, bekannt als                                                                                   | Alter | Beleg |
| -------- | ------------------------------ | --- | ----- | ----- |
| 31. März | Joao Henrique Almeida Santos   | brasilianischer Hörfunkmoderator, Musikdozent und Jazzmusiker                                        | 70    |       |
| 31. März | Barbara Baldavin               | US-amerikanische Schauspielerin und Casting-Direktorin                                               | 85    |       |
| 31. März | Casey Benjamin                 | US-amerikanischer Saxophonist                                                                        | 45    |       |
| 31. März | Lieselott Beschorner           | österreichische Malerin, Zeichnerin, Keramikerin und Textilkünstlerin                                | 96    |       |
| 31. März | György Fabulya                 | ungarischer Fußballspieler                                                                           | 61    |       |
| 31. März | Manfred Gerigk                 | deutscher Komponist, Organist und Ordensgeistlicher                                                  | 89    |       |
| 31. März | Rita Gerschner                 | deutsche Badmintonspielerin                                                                          | 82    |       |
| 31. März | Ludwig Görtz                   | deutscher Unternehmer                                                                                | 89    |       |
| 31. März | Fritz-Rudolf Herrmann          | deutscher Prähistoriker                                                                              | 87    |       |
| 31. März | Rob Kaman                      | niederländischer Kickboxer                                                                           | 63    |       |
| 31. März | Heinz König                    | deutscher Mathematiker                                                                               | 94    |       |
| 31. März | Tadeusz Kusy                   | polnischer Bischof                                                                                   | 72    |       |
| 31. März | Barbara Rush                   | US-amerikanische Schauspielerin                                                                      | 97    |       |
| 31. März | Felicija Nijolė Sadūnaitė      | litauische Nonne und Dissidentin                                                                     | 85    |       |
| 31. März | Hugo Sánchez Solari            | peruanischer Politiker                                                                               | 88    |       |
| 31. März | Jürg Schoop                    | Schweizer Maler, Fotograf und Autor                                                                  | 89    |       |
| 31. März | Sonobe Gisaburō                | japanischer Supercentenarian                                                                         | 112   |       |
| 31. März | Pavel Svojanovský              | tschechoslowakischer bzw. tschechischer Ruderer                                                      | 80    |       |
| 31. März | Emmett Wright                  | US-amerikanischer Jazzmusiker                                                                        | 82    |       |
| 30. März | Martín Almada                  | paraguayischer Menschenrechtsaktivist                                                                | 87    |       |
| 30. März | Bill Delahunt                  | US-amerikanischer Politiker                                                                          | 82    |       |
| 30. März | Dick Dowling                   | irischer Politiker                                                                                   | 85    |       |
| 30. März | Fred Gamble                    | US-amerikanischer Automobilrennfahrer                                                                | 92    |       |
| 30. März | Yukiko Katō                    | japanische Schriftstellerin                                                                          | 87    |       |
| 30. März | Ulrike Koch                    | deutsche Sinologin und Filmemacherin                                                                 | 73    |       |
| 30. März | James Ross Macdonald           | US-amerikanischer Physiker                                                                           | 101   |       |
| 30. März | Tim McGovern                   | US-amerikanischer Special-Effects-Künstler                                                           | 68    |       |
| 30. März | Věra Nováková                  | tschechische Malerin                                                                                 | 96    |       |
| 30. März | Yōko Ōta                       | japanische Geographin und Geomorphologin                                                             | 95    |       |
| 29. März | Jules Ratankumar Ajodhia       | surinamischer Politiker                                                                              | 79    |       |
| 29. März | George Henry Cassidy           | britischer Theologe                                                                                  | 81    |       |
| 29. März | Gerry Conway                   | britischer Folk-Schlagzeuger                                                                         | 76    |       |
| 29. März | Reinhard Ebersbach             | deutscher Politiker                                                                                  | 85    |       |
| 29. März | Eberhard Ebner                 | deutscher Verleger                                                                                   | 94    |       |
| 29. März | Katsura Funakoshi              | japanischer Bildhauer und Grafiker                                                                   | 72    |       |
| 29. März | Norbert Glatzel                | deutscher Theologe                                                                                   | 87    |       |
| 29. März | Louis Gossett Jr.              | US-amerikanischer Schauspieler                                                                       | 87    |       |
| 29. März | Trevor Griffiths               | britischer Dramatiker                                                                                | 88    |       |
| 29. März | Gerhard Hückstädt              | deutscher Jurist                                                                                     | 80    |       |
| 29. März | Péter Juhász                   | ungarischer Fußballspieler                                                                           | 75    |       |
| 29. März | Erhardt Jakobus Klonk          | deutscher Maler und Glasmaler                                                                        | 91    |       |
| 29. März | Gerhard Lang                   | deutscher Politiker                                                                                  | 92    |       |
| 29. März | Hans Joachim Meyer             | deutscher Politiker und Kirchenfunktionär                                                            | 87    |       |
| 29. März | Chance Perdomo                 | britischer Schauspieler und Model                                                                    | 27    |       |
| 29. März | Alf Petersson                  | schwedischer Leichtathlet                                                                            | 91    |       |
| 29. März | Werner Scherrer                | Schweizer Politiker                                                                                  | 94    |       |
| 28. März | Ross Anderson                  | britischer Informatiker und Autor                                                                    | 67    |       |
| 28. März | Désirée Bernard                | guyanische Juristin                                                                                  | 85    |       |
| 28. März | Chi Pang-yuan                  | taiwanische Schriftstellerin                                                                         | 100   |       |
| 28. März | Kurt Elimä                     | schwedischer Skispringer und Skisprungtrainer                                                        | 84    |       |
| 28. März | Wladimir Feijertag             | russischer Jazz-Autor und Promoter                                                                   | 92    |       |
| 28. März | Guy Goffette                   | belgischer Dichter und Schriftsteller                                                                | 76    |       |
| 28. März | Eva Jancak                     | österreichische Psychologin, Psychotherapeutin und Autorin                                           | 70    |       |
| 28. März | Richard Morrill                | US-amerikanischer Geograph                                                                           | 90    |       |
| 28. März | Igor Rausis                    | tschechischer Schachspieler                                                                          | 62    |       |
| 28. März | Klaus-Rüdiger Veit             | deutscher Wirtschaftswissenschaftler                                                                 | 81    |       |
| 28. März | Bärbel Vopel                   | deutsche Politikerin                                                                                 | 80    |       |
| 28. März | Marian Zazeela                 | US-amerikanische Malerin, Licht-, Performance- und Installationskünstlerin, Designerin und Musikerin | 83    |       |
| 27. März | Angelo Abenante                | italienischer Politiker                                                                              | 96    |       |
| 27. März | Mark Bright                    | US-amerikanischer Comiczeichner                                                                      | 68    |       |
| 27. März | Petra Deimer                   | deutsche Meeresbiologin                                                                              | 76    |       |
| 27. März | Choi Dae-shik                  | südkoreanischer Fußballspieler                                                                       | 59    |       |
| 27. März | Paul Ernst                     | österreichischer Biathlet                                                                            | 88    |       |
| 27. März | John Hargreaves                | englischer Snookerspieler                                                                            | 78    |       |
| 27. März | Sara Japhet                    | israelische Bibelwissenschaftlerin                                                                   | 89    |       |
| 27. März | Daniel Kahneman                | israelisch-US-amerikanischer Psychologe                                                              | 90    |       |
| 27. März | Joe Lieberman                  | US-amerikanischer Politiker                                                                          | 82    |       |
| 27. März | Joachim Lindner                | deutscher Bauingenieur                                                                               | 85    |       |
| 27. März | Karl Reger                     | deutscher Bischof                                                                                    | 93    |       |
| 27. März | Georgios Wlachopulos           | in Deutschland lebender griechischer Maler und Grafiker                                              | 84    |       |
| 26. März | Martin Bellermann              | deutscher Politikwissenschaftler                                                                     | 81    |       |
| 26. März | Gisela Birkemeyer              | deutsche Leichtathletin                                                                              | 92    |       |
| 26. März | Enrico Giusti                  | italienischer Mathematiker                                                                           | 83    |       |
| 26. März | Ihor Juchnowskyj               | sowjetischer bzw. ukrainischer Wissenschaftler und Politiker                                         | 98    |       |
| 26. März | Volkhard Laitenberger          | deutscher Sozialwissenschaftler, Historiker und Archivar                                             | 83    |       |
| 26. März | Friedrich-Christian Schroeder  | deutscher Rechtswissenschaftler                                                                      | 87    |       |
| 26. März | Richard Serra                  | US-amerikanischer Bildhauer                                                                          | 85    |       |
| 26. März | Carlos Tünnermann Bernheim     | nicaraguanischer Politiker und Diplomat                                                              | 90    |       |
| 26. März | Giuliano Vangi                 | italienischer Bildhauer                                                                              | 93    |       |
| 25. März | Laurent Achard                 | französischer Filmregisseur, -produzent und Drehbuchautor                                            | 59    |       |
| 25. März | Christian Bölckow              | deutscher Politiker                                                                                  | 58    |       |
| 25. März | Humphrey Campbell              | niederländischer Sänger                                                                              | 66    |       |
| 25. März | Chris Cross                    | englischer Musiker                                                                                   | 71    |       |
| 25. März | Horst Dittrich                 | gehörloser österreichischer Schauspieler und Übersetzer für Gebärdensprache                          | 76    |       |
| 25. März | Maurice El Médioni             | algerisch-israelischer Pianist und Komponist                                                         | 95    |       |
| 25. März | Elisabeth Guttenberger         | deutsche Holocaust-Überlebende                                                                       | 98    |       |
| 25. März | David Halfon                   | israelischer Sänger und Komponist                                                                    | 73    |       |
| 25. März | Georg Hamburger                | deutscher Politiker                                                                                  | 82    |       |
| 25. März | Philip Needleman               | US-amerikanischer Pharmakologe                                                                       | 85    |       |
| 25. März | Gil Schlesinger                | deutscher Maler und Grafiker                                                                         | 93    |       |
| 25. März | Imogen Stuart                  | deutsch-irische Bildhauerin                                                                          | 96    |       |
| 25. März | Diana H. Wall                  | US-amerikanische Ökologin                                                                            | 80    |       |
| 25. März | Paula Weinstein                | US-amerikanische Fernseh- und Filmproduzentin                                                        | 78    |       |
| 25. März | Fritz Wepper                   | deutscher Schauspieler                                                                               | 82    |       |
| 24. März | Péter Eötvös                   | ungarischer Komponist und Dirigent                                                                   | 80    |       |
| 24. März | Wolfgang Gabler                | deutscher Publizist                                                                                  | 69    |       |
| 24. März | Alex Gitterman                 | US-amerikanischer Sozialarbeitswissenschaftler                                                       | 86    |       |
| 24. März | Judith Hemmendinger            | israelische Autorin                                                                                  | 100   |       |
| 24. März | Alfred Hildebrandt             | deutscher Pharmakologe                                                                               | 87    |       |
| 24. März | Ommo Hüppop                    | deutscher Biologe                                                                                    | ≈67   |       |
| 24. März | David Käbisch-Lepetit          | deutscher Theologe                                                                                   | 48    |       |
| 24. März | Gerd Klamt                     | österreichischer Politiker                                                                           | 81    |       |
| 24. März | Marjorie Perloff               | österreichisch-US-amerikanische Literaturwissenschaftlerin                                           | 92    |       |
| 24. März | Violeta Quesada                | kubanische Leichtathletin                                                                            | 76    |       |
| 24. März | Manfred Schlögl                | österreichischer Politiker                                                                           | 83    |       |
| 24. März | Gordon Singleton               | kanadischer Radsportler                                                                              | 67    |       |
| 24. März | Margot Theben                  | deutsche Politikerin                                                                                 | 89    |       |
| 24. März | José Agustín Valbuena Jáuregui | kolumbianischer Bischof                                                                              | 96    |       |
| 24. März | Joyce Yakubowich               | kanadische Sprinterin                                                                                | 70    |       |
| 23. März | Daniel Beretta                 | französischer Komponist, Sänger, Schauspieler und Synchronsprecher                                   | 77    |       |
| 23. März | Leszek Długosz                 | polnischer Komponist, Dichter und Schauspieler                                                       | 82    |       |
| 23. März | Paul König                     | Schweizer Schriftsteller                                                                             | 90    |       |
| 23. März | Eli Noyes                      | US-amerikanischer Animator, Grafikdesigner und Regisseur                                             | 81    |       |
| 23. März | Igor Ozim                      | slowenisch-österreichischer Violinist                                                                | 92    |       |
| 23. März | Maurizio Pollini               | italienischer Pianist                                                                                | 82    |       |
| 23. März | Herbert Rebscher               | deutscher Verbandsfunktionär und Unternehmer                                                         | 69    |       |
| 23. März | Serhij Schewtschenko           | sowjetischer bzw. ukrainischer Fußballspieler und -trainer                                           | 66    |       |
| 23. März | Gerhard Schmitt-Thiel          | deutscher Journalist und Fernsehmoderator                                                            | 82    |       |
| 23. März | Abdulah Sidran                 | jugoslawischer bzw. bosnischer Schriftsteller                                                        | 79    |       |
| 23. März | Otto Strecker                  | deutscher Agrarwissenschaftler                                                                       | 93    |       |
| 23. März | Silvia Tortosa                 | spanische Schauspielerin                                                                             | 77    |       |
| 22. März | Laurent de Brunhoff            | französischer Kinderbuchautor                                                                        | 98    |       |
| 22. März | Franz Dietl                    | deutscher Weihbischof                                                                                | 90    |       |
| 22. März | Peter Gräbner                  | deutscher Ingenieurwissenschaftler                                                                   | 88    |       |
| 22. März | Sarah Hornecker                | deutsche Schachspielerin, Studienkomponistin und Publizistin                                         | 38    |       |
| 22. März | Siegfried Jordan               | deutscher Schlagersänger und Musikschaffender                                                        | 95    |       |
| 22. März | Peter Keller                   | deutscher Politiker                                                                                  | 86    |       |
| 22. März | Joachim H. Knoll               | deutscher Pädagoge und Autor                                                                         | 91    |       |
| 22. März | Wouter Oudemans                | niederländischer Philosoph                                                                           | 72    |       |
| 22. März | Alek Popow                     | bulgarischer Schriftsteller                                                                          | 58    |       |
| 22. März | Wilhelm Rimpau                 | deutscher Mediziner                                                                                  | 81    |       |
| 22. März | Gisela Schmeer                 | deutsche Ärztin, Psychologin, Psychoanalytikerin und Kunsttherapeutin                                | 97    |       |
| 21. März | Orlando Aravena                | chilenischer Fußballspieler und -trainer                                                             | 81    |       |
| 21. März | Bob Birrell                    | britischer Hürdenläufer                                                                              | 86    |       |
| 21. März | Joachim Dikau                  | deutscher Erziehungswissenschaftler                                                                  | 94    |       |
| 21. März | Ron Harper                     | US-amerikanischer Schauspieler                                                                       | 91    |       |
| 21. März | Franz Huf                      | deutscher Unternehmer                                                                                | 96    |       |
| 21. März | Matthias Jarke                 | deutscher Informatiker                                                                               | 71    |       |
| 21. März | Markus Jooste                  | südafrikanischer Manager                                                                             | 63    |       |
| 21. März | Dieter Kuhn                    | deutscher Sinologe                                                                                   | 77    |       |
| 21. März | Mary Meyers                    | US-amerikanische Eisschnellläuferin                                                                  | 78    |       |
| 21. März | Frédéric Mitterrand            | französischer Autor, Filmregisseur, Filmproduzent, Schauspieler und Politiker                        | 76    |       |
| 21. März | Wolfgang Plottke               | deutscher Ruderer                                                                                    | 75    |       |
| 21. März | Hideki Seo                     | japanisch-französischer Modedesigner und Künstler                                                    | 49    |       |
| 21. März | Monika Werner                  | deutsche Politikerin                                                                                 | 86    |       |
| 20. März | Michele Arnaboldi              | Schweizer Architekt                                                                                  | 70    |       |
| 20. März | Faramarz Aslani                | iranischer Sänger, Komponist und Musikproduzent                                                      | 69    |       |
| 20. März | Mark Blankfield                | US-amerikanischer Schauspieler                                                                       | 73    |       |
| 20. März | George Darko                   | ghanesischer Sänger, Gitarrist und Songwriter                                                        | 73    |       |
| 20. März | Milton Diamond                 | US-amerikanischer Anatom, Biologe und Sexualwissenschaftler                                          | 90    |       |
| 20. März | Sten Elfström                  | schwedischer Schauspieler                                                                            | 81    |       |
| 20. März | Mino Giarda                    | italienischer Drehbuchautor                                                                          | 95    |       |
| 20. März | Alfred M. Gray Jr.             | US-amerikanischer General                                                                            | 95    |       |
| 20. März | Martin Greenfield              | US-amerikanischer Schneider                                                                          | 95    |       |
| 20. März | Dieter Hoppe                   | deutscher Chemiker                                                                                   | 82    |       |
| 20. März | Dumitru Macri                  | rumänischer Fußballspieler und -trainer                                                              | 92    |       |
| 20. März | Karlheinz Schelp               | deutscher Fußballspieler                                                                             | 83    |       |
| 20. März | Werner Schubert                | deutscher Jurist                                                                                     | 87    |       |
| 20. März | Andreas Seehuber               | deutscher Politiker                                                                                  | 94    |       |
| 20. März | Vernor Vinge                   | US-amerikanischer Informatiker und Science-Fiction-Autor                                             | 79    |       |
| 19. März | Tony Conn                      | US-amerikanischer Rockabilly-Musiker                                                                 | 87    |       |
| 19. März | Eberhard Dall’Asta             | deutscher Politiker                                                                                  | 84    |       |
| 19. März | Karla Erbová                   | tschechische Dichterin                                                                               | 90    |       |
| 19. März | Joachim Franke                 | deutscher Eisschnelllauftrainer und Eishockeyspieler                                                 | 83    |       |
| 19. März | Rainer Grenkowitz              | deutscher Schauspieler                                                                               | 68    |       |
| 19. März | Jürgen Harksen                 | deutscher Finanzbetrüger                                                                             | 63    |       |
| 19. März | Gisela Jahn                    | deutsche Forstwissenschaftlerin                                                                      | 103   |       |
| 19. März | Karl-Josef Jochem              | deutscher Politiker                                                                                  | 71    |       |
| 19. März | Ersen Martin                   | deutsch-türkischer Fußballspieler                                                                    | 44    |       |
| 19. März | Dieter Ramdohr                 | deutscher Grafiker                                                                                   | 90    |       |
| 19. März | Hans-Jürgen Rohr               | deutscher Verwaltungsjurist                                                                          | 98    |       |
| 19. März | Jean-Luc Seret                 | französischer Schachspieler                                                                          | 72    |       |
| 19. März | Vladimir Stevanović            | jugoslawischer bzw. serbischer Botaniker, Biogeograph und Pflanzensoziologe                          | 76    |       |
| 19. März | Liselotte Vogel                | deutsche Germanistin                                                                                 | 96    |       |
| 19. März | M. Emmet Walsh                 | US-amerikanischer Schauspieler                                                                       | 88    |       |
| 18. März | Peter Bolliger                 | Schweizer Ruderer                                                                                    | 86    |       |
| 18. März | Lutz da Cunha                  | deutscher Politiker                                                                                  | 67    |       |
| 18. März | Rosalía Dans                   | spanische Schauspielerin und Malerin                                                                 | 68    |       |
| 18. März | Rose Dugdale                   | britische Terroristin                                                                                | 82    |       |
| 18. März | Howell M. Estes III            | US-amerikanischer Offizier                                                                           | 82    |       |
| 18. März | Refugio Estrada                | mexikanischer Fußballspieler                                                                         | 73    |       |
| 18. März | Jimmy Hastings                 | britischer Jazzmusiker                                                                               | 85    |       |
| 18. März | Kanstanzin Kalzou              | belarussischer Eishockeyspieler                                                                      | 42    |       |
| 18. März | Peter Kunter                   | deutscher Fußballspieler, -funktionär und Zahnarzt                                                   | 82    |       |
| 18. März | Kenjirō Shinozuka              | japanischer Rallyefahrer                                                                             | 75    |       |
| 18. März | Chris Simon                    | kanadischer Eishockeyspieler                                                                         | 52    |       |
| 18. März | Tom Stafford                   | US-amerikanischer Astronaut                                                                          | 93    |       |
| 18. März | Erich Tromayer                 | österreichischer Goldschmied, Kunsthändler und Sachverständiger                                      | 75    |       |
| 18. März | Martin Zurmühle                | Schweizer Architekt, Fotograf, Ausbilder, Autor und Verleger                                         | 67    |       |
| 17. März | Jorgos Canacakis               | griechischer Trauerforscher, Psychologe und Psychotherapeut                                          | 88    |       |
| 17. März | Sandra Crouch                  | US-amerikanische Gospelmusikerin                                                                     | 81    |       |
| 17. März | Ubbo Felderhof                 | niederländischer Physiker                                                                            | 88    |       |
| 17. März | Steve Harley                   | britischer Musiker und Komponist                                                                     | 73    |       |
| 17. März | Robin Hobbs                    | englischer Cricketspieler                                                                            | 81    |       |
| 16. März | Franz Isser                    | österreichischer Bobsportler                                                                         | 91    |       |
| 17. März | Nuno Júdice                    | portugiesischer Schriftsteller                                                                       | 74    |       |
| 17. März | Robert Klymasz                 | kanadischer Ethnologe und Volksliedforscher                                                          | 87    |       |
| 17. März | Antoni Krupa                   | polnischer Blues- und Jazzmusiker sowie Musikjournalist                                              | 78    |       |
| 17. März | Philippe Daniel Ledermann      | Schweizer Implantologe und Schriftsteller                                                            | 79    |       |
| 17. März | Wolfgang Seibel                | deutscher Ordensgeistlicher und Publizist                                                            | 95    |       |
| 17. März | Emmet Stagg                    | irischer Politiker                                                                                   | 79    |       |
| 17. März | Vaapo Vaher                    | estnischer Literaturkritiker, Lyriker und Essayist                                                   | 79    |       |
| 17. März | Sandro Venturo                 | peruanischer Soziologe und Journalist                                                                | 56    |       |
| 16. März | Ernest Bryll                   | polnischer Schriftsteller                                                                            | 89    |       |
| 16. März | Heribert Finken                | deutscher Fußballspieler                                                                             | 84    |       |
| 16. März | Georg Holfelder                | deutscher Orthopäde und Standespolitiker                                                             | 94    |       |
| 16. März | Peter Käks                     | deutscher Gewichtheber                                                                               | 73    |       |
| 16. März | Werner Kaegi                   | Schweizer Musikwissenschaftler und Komponist                                                         | 97    |       |
| 16. März | Gudrun Kammasch                | deutsche Chemikerin                                                                                  | 81    |       |
| 16. März | Uwe Lammla                     | deutscher Dichter und Verleger                                                                       | 63    |       |
| 16. März | Emil Moise-Szalla              | rumänischer Maler und Bühnenbildner                                                                  | 90    |       |
| 16. März | Anke Tegtmeyer                 | deutsche Schauspielerin und Hörspielsprecherin                                                       | 89    |       |
| 16. März | Roger Pfund                    | Schweizer Grafiker                                                                                   | 80    |       |
| 16. März | Thaddäus „Teddy“ Podgorski     | österreichischer Rundfunkjournalist                                                                  | 88    |       |
| 16. März | David Seidler                  | britisch-US-amerikanischer Drehbuchautor                                                             | 86    |       |
| 16. März | Michail Weretennikow           | sowjetischer Skispringer                                                                             | 78    |       |
| 15. März | Anton Bammer                   | österreichischer Architekt und Bauforscher                                                           | 89    |       |
| 15. März | Hans Blum                      | deutscher Komponist, Musikproduzent und Sänger                                                       | 95    |       |
| 15. März | Fernando Antônio Brochini      | brasilianischer Ordensgeistlicher und Bischof                                                        | 77    |       |
| 15. März | Joe Camp                       | US-amerikanischer Regisseur, Drehbuchautor und Produzent                                             | 84    |       |
| 15. März | Paul Josef Cordes              | deutscher Kurienkardinal                                                                             | 89    |       |
| 15. März | Larry Damon                    | US-amerikanischer Skilangläufer, Biathlet und Leichtathlet                                           | 90    |       |
| 15. März | Ambroise Kotamba Djoliba       | togoischer Bischof                                                                                   | 86    |       |
| 15. März | Salim Joubran                  | israelischer Richter                                                                                 | 76    |       |
| 15. März | Tomasz Łubieński               | polnischer Publizist und Schriftsteller                                                              | 85    |       |
| 15. März | Bernard Maskit                 | US-amerikanischer Mathematiker                                                                       | 88    |       |
| 15. März | Alexander Schirwindt           | sowjetischer bzw. russischer Schauspieler und Regisseur                                              | 89    |       |
| 15. März | Josef Steinkogler              | österreichischer Politiker                                                                           | 69    |       |
| 15. März | William W. Tait                | US-amerikanischer Philosoph und Logiker                                                              | 95    |       |
| 15. März | Helmut von Verschuer           | deutscher Europabeamter                                                                              | 97    |       |
| 15. März | Gregor Zasche                  | deutscher Ordensgeistlicher und Abt                                                                  | 85    |       |
| 14. März | Biplab Basu                    | indisch-deutscher Historiker, Bürgerrechtler und Autor                                               | 72    |       |
| 14. März | David Breashears               | US-amerikanischer Bergsteiger und Filmemacher                                                        | 68    |       |
| 14. März | Peter Buck                     | deutscher Cellist                                                                                    | 86    |       |
| 14. März | Francis Patrick Carroll        | australischer Erzbischof                                                                             | 93    |       |
| 14. März | Byron Janis                    | US-amerikanischer Pianist, Komponist und Musikwissenschaftler                                        | 95    |       |
| 14. März | Angela McCluskey               | britische Sängerin und Songwriterin                                                                  | 64    |       |
| 14. März | Susan Osborn                   | US-amerikanische Sängerin                                                                            | 74    |       |
| 14. März | Léon Semmeling                 | belgischer Fußballspieler                                                                            | 84    |       |
| 14. März | Costas M. Soukoulis            | griechisch-US-amerikanischer Physiker                                                                | 73    |       |
| 14. März | Lamara Tschkonija              | sowjetische Opernsängerin                                                                            | 93    |       |
| 14. März | Frans de Waal                  | niederländischer Primatologe und Verhaltensforscher                                                  | 75    |       |
| 14. März | Joshua Zak                     | israelischer Physiker                                                                                | 94    |       |
| 13. März | Hans-Tewes Schadwinkel         | deutscher Bildhauer                                                                                  | 86    |       |
| 13. März | Stefan Abadschiew              | bulgarischer Fußballspieler                                                                          | 89    |       |
| 13. März | Jorge Dorio                    | argentinischer Journalist, Schriftsteller und Schauspieler                                           | 65    |       |
| 13. März | Joachim Dzieciol               | deutscher Fußballspieler                                                                             | 71    |       |
| 13. März | Wolfgang Gabriel               | österreichischer Komponist, Dirigent und Musikpädagoge                                               | 93    |       |
| 13. März | Marcello Gandini               | italienischer Industriedesigner                                                                      | 85    |       |
| 13. März | Philippe de Gaulle             | französischer Admiral und Politiker                                                                  | 102   |       |
| 13. März | Lothar Gerritzen               | deutscher Mathematiker                                                                               | 82    |       |
| 13. März | Klaus Gmeiner                  | österreichischer Regisseur                                                                           | 91    |       |
| 13. März | Notker Hammerstein             | deutscher Historiker                                                                                 | 93    |       |
| 13. März | Rolf-Dieter Kluge              | deutscher Literaturwissenschaftler und Slawist                                                       | 86    |       |
| 13. März | Konrad Kratzsch                | deutscher Literaturwissenschaftler                                                                   | 92    |       |
| 13. März | Sylvain Luc                    | französischer Jazz-Gitarrist                                                                         | 58    |       |
| 13. März | Neofit von Bulgarien           | bulgarischer Geistlicher und Patriarch                                                               | 78    |       |
| 13. März | Alexander Olek                 | deutscher Biochemiker und Unternehmer                                                                | 54    |       |
| 13. März | Aribert Reimann                | deutscher Komponist und Pianist                                                                      | 88    |       |
| 13. März | Kurt Rosenkranz                | österreichischer Erwachsenenbildner                                                                  | 96    |       |
| 13. März | Matthias Schießleder           | deutscher Judoka                                                                                     | 87    |       |
| 13. März | István Szilágyi                | ungarischer Autor                                                                                    | 85    |       |
| 12. März | Rolf Blättler                  | Schweizer Fußballspieler                                                                             | 81    |       |
| 12. März | Madeleine Chapsal              | französische Journalistin und Schriftstellerin                                                       | 98    |       |
| 12. März | Terry Everett                  | US-amerikanischer Politiker                                                                          | 87    |       |
| 12. März | Gottfried Feurstein            | österreichischer Politiker                                                                           | 85    |       |
| 12. März | Sergio Giral                   | kubanischer Filmregisseur                                                                            | 87    |       |
| 12. März | Michael Heinze                 | deutscher Politiker                                                                                  | 67    |       |
| 12. März | Gerd-Heinrich Kemper           | deutscher Jurist                                                                                     | 85    |       |
| 12. März | Siegfried Kollmar              | deutscher Polizeibeamter                                                                             | 62    |       |
| 12. März | Alfred Kutza                   | deutscher Radrennfahrer                                                                              | 99    |       |
| 12. März | Dietrich Lusici                | deutscher Maler und Grafiker                                                                         | 82    |       |
| 12. März | Jordan Pop-Jordanov            | jugoslawischer bzw. nordmazedonischer Physiker                                                       | 98    |       |
| 12. März | Klaus Rühlmann                 | deutscher Chemiker                                                                                   | 94    |       |
| 12. März | Sean Tallaire                  | deutsch-kanadischer Eishockeyspieler                                                                 | 50    |       |
| 11. März | Paul Alexander                 | US-amerikanischer Anwalt und Polio-Überlebender                                                      | 78    |       |
| 11. März | Ray Austin                     | britisch-deutscher Musiker                                                                           | 81    |       |
| 11. März | Robert L. Barry                | US-amerikanischer Diplomat                                                                           | 89    |       |
| 11. März | Emilio Correa Vaillant         | kubanischer Boxer                                                                                    | 70    |       |
| 11. März | Eric Danke                     | deutscher Manager                                                                                    | 84    |       |
| 11. März | Paul Denis                     | haitianischer Politiker                                                                              | 81    |       |
| 11. März | George Devone                  | US-amerikanischer Basketballspieler                                                                  | 65    |       |
| 11. März | Valentí Fàbrega                | katalanisch-deutscher Philologe und Theologe                                                         | 92    |       |
| 11. März | Achim Frenz                    | deutscher Museumsleiter                                                                              | 66    |       |
| 11. März | Hubert Gabrielse               | kanadischer Geologe                                                                                  | 98    |       |
| 11. März | Hannelore Gadatsch             | deutsche Fernsehjournalistin                                                                         | 82    |       |
| 11. März | Marian Gołębiewski             | polnischer Erzbischof                                                                                | 86    |       |
| 11. März | Miguel Gullander               | portugiesisch-schwedischer Lusitanist, Schriftsteller, Pädagoge und Übersetzer                       | 49    |       |
| 11. März | Klaus Jünemann                 | deutscher Eisenbahningenieur und Verkehrshistoriker                                                  | 91    |       |
| 11. März | Lisa Larson                    | schwedische Keramikerin                                                                              | 92    |       |
| 11. März | Malachy McCourt                | US-amerikanischer Schauspieler und Autor                                                             | 92    |       |
| 11. März | David Mixner                   | US-amerikanischer Bürgerrechtler                                                                     | 77    |       |
| 11. März | Volker Nölle                   | deutscher Literaturwissenschaftler                                                                   | 86    |       |
| 11. März | Reinhold Ortner                | deutscher Pädagoge und Autor                                                                         | 93    |       |
| 11. März | Johannes Poigenfürst           | österreichischer Unfallchirurg                                                                       | 94    |       |
| 11. März | Tamas Ungvary                  | ungarisch-schwedischer Dirigent, Komponist und Musikpädagoge                                         | 87    |       |
| 10. März | Percy Adlon                    | deutscher Film- und Fernsehregisseur, Autor und Produzent                                            | 88    |       |
| 10. März | Cedric Baxter                  | australischer Maler und Grafiker                                                                     | 93/94 |       |
| 10. März | Petrus Ceelen                  | belgischer Theologe und Autor                                                                        | 81    |       |
| 10. März | Roger Noel Cook                | britischer Comicautor, Musiker und Herausgeber                                                       | 77    |       |
| 10. März | Roger Gibbins                  | kanadischer Politikwissenschaftler                                                                   | 76    |       |
| 10. März | Mutsumi Inomata                | japanische Illustratorin und Animatorin                                                              | 63    |       |
| 10. März | Marwan Issa                    | palästinensischer Terrorist                                                                          | ≈58   |       |
| 10. März | Rüdiger May                    | deutscher Politikwissenschaftler, PR-Berater und Autor                                               | 74    |       |
| 10. März | Albrecht Pietsch               | deutscher Mathematiker                                                                               | 89    |       |
| 10. März | Stefan Schlede                 | deutscher Lehrer und Politiker                                                                       | 83    |       |
| 10. März | T. M. Stevens                  | US-amerikanischer Bassist                                                                            | 72    |       |
| 10. März | Christopher Tilley             | britischer Archäologe                                                                                | 68    |       |
| 10. März | Klaus-Peter Wagner             | deutscher Rundfunkmoderator                                                                          | 80    |       |
| 10. März | Karl Wallinger                 | britischer Musiker                                                                                   | 66    |       |
| 10. März | Tobias Welte                   | deutscher Pneumologe                                                                                 | 64    |       |
| 10. März | Gebhard Ziller                 | deutscher Jurist und Verwaltungsbeamter                                                              | 91    |       |
| 9. März  | Antanas Bagdonavičius          | sowjetischer Ruderer                                                                                 | 85    |       |
| 9. März  | John Barnett                   | US-amerikanischer Luftfahrtingenieur und Whistleblower                                               | 62    |       |
| 9. März  | Bernt Brendemoen               | norwegischer Turkologe                                                                               | 75    |       |
| 9. März  | Alexander K. Dewdney           | kanadischer Informatiker und Autor                                                                   | 82    |       |
| 9. März  | Gerhard Dietrich               | deutscher Geräteturner                                                                               | 81    |       |
| 9. März  | Nikolai Durakow                | sowjetischer Bandyspieler                                                                            | 89    |       |
| 9. März  | Dorothea Frigo                 | deutsche Bildhauerin                                                                                 | 75    |       |
| 9. März  | Karl Galinsky                  | US-amerikanischer Philologe                                                                          | 82    |       |
| 9. März  | Peter Götz                     | deutscher Zoologe                                                                                    | 89    |       |
| 9. März  | Jimmy Husband                  | englischer Fußballspieler                                                                            | 76    |       |
| 9. März  | Lynn Kinnear                   | britische Landschaftsarchitektin                                                                     | 64    |       |
| 9. März  | Ernst-Rüdiger Look             | deutscher Geologe                                                                                    | 86    |       |
| 9. März  | Besar Nimani                   | kosovarischer Boxer                                                                                  | 38    |       |
| 9. März  | Georgi Popow                   | bulgarischer Fußballspieler                                                                          | 79    |       |
| 9. März  | Karl-Bernd Skamper             | deutscher Sportjournalist                                                                            | 87    |       |
| 9. März  | Guy Touvron                    | französischer Trompeter                                                                              | 74    |       |
| 9. März  | Wilhelm Waibel                 | deutscher Heimatforscher                                                                             | 89    |       |
| 8. März  | Carsten Albrektsen             | dänischer Handballtrainer                                                                            | 63    |       |
| 8. März  | Ellen Bareis                   | deutsche Soziologin                                                                                  | 56    |       |
| 8. März  | Diana Conti                    | argentinische Rechtsanwältin, Soziopsychologin und Politikerin                                       | 67    |       |
| 8. März  | Yves Patrick Delachaux         | Schweizer Schriftsteller                                                                             | 58    |       |
| 8. März  | Sergei Diomidow                | sowjetischer Kunstturner                                                                             | 80    |       |
| 8. März  | Ernie Fields junior            | US-amerikanischer Musiker                                                                            | 89    |       |
| 8. März  | Egon Fleischmann               | deutscher Skilangläufer                                                                              | 89    |       |
| 8. März  | Eugen Huber-Stentrup           | deutscher Jurist                                                                                     | 92    |       |
| 8. März  | Jonathan Hunt                  | neuseeländischer Politiker                                                                           | 85    |       |
| 8. März  | Herbert Kroemer                | deutscher Physiker                                                                                   | 95    |       |
| 8. März  | Thomas McAvoy                  | britischer Politiker und Peer                                                                        | 80    |       |
| 8. März  | Tafsir Malick Ndiaye           | senegalesischer Jurist                                                                               | 71    |       |
| 8. März  | Rolf Zick                      | deutscher Journalist                                                                                 | 102   |       |
| 7. März  | Dankmar Alrutz                 | deutscher Bauingenieur und Verkehrswissenschaftler                                                   | 73    |       |
| 7. März  | Rob Crocker                    | US-amerikanischer Rundfunkmoderator und Musikproduzent                                               | 78    |       |
| 7. März  | Connie Eaves                   | kanadische Stammzellenforscherin                                                                     | 79    |       |
| 7. März  | Heiner Eichner                 | deutsch-österreichischer Linguist und Indogermanist                                                  | 81    |       |
| 7. März  | Françoise Garner               | französische Opernsängerin                                                                           | 90    |       |
| 7. März  | Kurt Habermann                 | deutscher Fußballspieler                                                                             | 85    |       |
| 7. März  | Patsy Healey                   | britische Stadt- und Raumplanerin                                                                    | 84    |       |
| 7. März  | Steve Lawrence                 | US-amerikanischer Popsänger, Entertainer und Schauspieler                                            | 88    |       |
| 7. März  | Minervino Pietra               | portugiesischer Fußballspieler                                                                       | 70    |       |
| 7. März  | Heinz A. Richter               | deutscher Historiker                                                                                 | 84    |       |
| 7. März  | Richard Rosecrance             | US-amerikanischer Wirtschaftswissenschaftler, Historiker und Politikwissenschaftler                  | 93    |       |
| 7. März  | Lucas Samaras                  | US-amerikanischer Maler und Bildhauer                                                                | 87    |       |
| 7. März  | Herbert B. Schmidt             | deutscher Wirtschaftswissenschaftler                                                                 | 92    |       |
| 7. März  | Peter Stein                    | deutscher Germanist                                                                                  | 82    |       |
| 7. März  | Óscar Traven                   | mexikanischer Schauspieler                                                                           | 75    |       |
| 6. März  | Austen Robin Crapp             | australischer Bischof                                                                                | 90    |       |
| 6. März  | Stavros Doufexis               | griechischer Theaterregisseur                                                                        | 92    |       |
| 6. März  | Walter A. Harrison             | US-amerikanischer Physiker                                                                           | 93    |       |
| 6. März  | Hreinn Friðfinnsson            | isländischer Künstler                                                                                | 81    |       |
| 6. März  | Horst Hippler                  | deutscher Physikochemiker                                                                            | 77    |       |
| 6. März  | Hilmar Hoffer                  | deutscher Fußballspieler                                                                             | 86    |       |
| 6. März  | Martin N’Dongo                 | kamerunischer Boxer                                                                                  | 57    |       |
| 6. März  | Viscella Richards              | trinidadische Schauspielerin                                                                         | 79    |       |
| 6. März  | Dietrich Rusche                | deutscher Manager, Verleger und Politiker                                                            | 87    |       |
| 6. März  | Jörg Schauhoff                 | deutscher Eishockeyspieler                                                                           | 80    |       |
| 6. März  | Alexander Sibirzew             | sowjetischer bzw. russischer Opernsänger                                                             | 88    |       |
| 6. März  | Richard L. Sidman              | US-amerikanischer Neurowissenschaftler                                                               | 93    |       |
| 6. März  | Klaus Tuschen                  | deutscher Regisseur                                                                                  | 73    |       |
| 6. März  | Konrad Velensek                | deutscher Boxer                                                                                      | 82    |       |
| 6. März  | Margrit Weber-Röllin           | Schweizer Politikerin                                                                                | 86    |       |
| 5. März  | Conrad Baldamus                | deutscher Mediziner                                                                                  | 83    |       |
| 5. März  | Delbert Barker                 | US-amerikanischer Country- und Rockabilly-Musiker                                                    | 91    |       |
| 5. März  | Ralph Beerkircher              | deutscher Jazzgitarrist                                                                              | ≈56   |       |
| 5. März  | Hans Reiner Böhm               | deutscher Ingenieur                                                                                  | 82    |       |
| 5. März  | Debra Byrd                     | US-amerikanische Sängerin                                                                            | 72    |       |
| 5. März  | Hartmut Galsterer              | deutscher Historiker und Epigraphiker                                                                | 84    |       |
| 5. März  | Walter Greinert                | österreichischer Journalist, Diplomat und Autor                                                      | 84    |       |
| 5. März  | Wadym Hladun                   | sowjetischer Basketballspieler                                                                       | 86    |       |
| 5. März  | Albrecht Jungk                 | deutscher Agrikulturchemiker                                                                         | 94    |       |
| 5. März  | Hans Kaiser                    | deutscher Politiker                                                                                  | 85    |       |
| 5. März  | Haïm Kern                      | französischer Zeichner, Maler und Bildhauer                                                          | 93    |       |
| 5. März  | Michael Kluth                  | deutscher Filmautor und -produzent                                                                   | 84    |       |
| 5. März  | Rolf Larcher                   | Schweizer Ruderer                                                                                    | 89    |       |
| 5. März  | Roberto Leoni                  | italienischer Drehbuchautor und Filmregisseur                                                        | 83    |       |
| 5. März  | Ray Miller                     | deutscher Schlagersänger                                                                             | 83    |       |
| 5. März  | Sidsel Mørck                   | norwegische Dichterin, Romanautorin und Kolumnistin                                                  | 86    |       |
| 5. März  | Gisbert Rinschede              | deutscher Geographiedidaktiker                                                                       | 82    |       |
| 5. März  | Wally Shoup                    | US-amerikanischer Jazzmusiker                                                                        | 79    |       |
| 5. März  | António-Pedro Vasconcelos      | portugiesischer Filmregisseur und -produzent                                                         | 84    |       |
| 5. März  | Edward Charles Webster         | südafrikanischer Soziologe                                                                           | 81    |       |
| 4. März  | Michael Adie                   | britischer Theologe und Bischof                                                                      | 94    |       |
| 4. März  | Jochen Bley                    | deutscher Jurist und Kinderdarsteller                                                                | 71    |       |
| 4. März  | Jean-Pierre Bourtayre          | französischer Komponist                                                                              | 82    |       |
| 4. März  | Heribert Busse                 | deutscher Islamwissenschaftler                                                                       | 97    |       |
| 4. März  | Francisco González Valer       | spanischer Bischof                                                                                   | 84    |       |
| 4. März  | Michael Jenkins                | australischer Drehbuchautor, Regisseur und Produzent                                                 | 77    |       |
| 4. März  | Robert Miller Kirk             | neuseeländischer Geograph und Geomorphologe                                                          | 79    |       |
| 4. März  | Leonid Korostaschewitsch       | russischer Handballtrainer                                                                           | 85    |       |
| 4. März  | Piotr Krupa                    | polnischer Bischof                                                                                   | 87    |       |
| 4. März  | Alexander Prestel              | deutscher Mathematiker                                                                               | 83    |       |
| 4. März  | Ursula Rechtenbacher           | deutsche Politikerin                                                                                 | 90    |       |
| 4. März  | Kees Rijvers                   | niederländischer Fußballspieler und -trainer                                                         | 97    |       |
| 4. März  | Manfred Spatz                  | deutscher Ringer                                                                                     | 98    |       |
| 4. März  | Juan Verduzco                  | mexikanischer Schauspieler                                                                           | 78    |       |
| 3. März  | Alexandre Baptista             | portugiesischer Fußballspieler                                                                       | 83    |       |
| 3. März  | Ernst Beranek                  | österreichischer Designer                                                                            | 89    |       |
| 3. März  | Edward Bond                    | britischer Dramatiker                                                                                | 89    |       |
| 3. März  | Betty Brodel                   | US-amerikanische Schauspielerin                                                                      | 104   |       |
| 3. März  | Gabriel Calaforra              | kubanischer Jurist, Diplomat und Menschenrechtler                                                    | 90    |       |
| 3. März  | Brian Canty                    | britischer Kolonialgouverneur                                                                        | 92    |       |
| 3. März  | Eleanor Collins                | kanadische Jazzsängerin                                                                              | 104   |       |
| 3. März  | Peter Conrad                   | US-amerikanischer Soziologe                                                                          | 78    |       |
| 3. März  | Dorothee Dickenberger          | deutsche Soziologin                                                                                  | 78    |       |
| 3. März  | Klaus Eichenberg               | deutscher Zeichner und Maler                                                                         | 87    |       |
| 3. März  | Emmanuëlle                     | kanadische Sängerin                                                                                  | 81    |       |
| 3. März  | Roberto Fleitas                | uruguayischer Fußballspieler und -trainer                                                            | 91    |       |
| 3. März  | Oscar Ghiglia                  | italienischer Gitarrist                                                                              | 85    |       |
| 3. März  | Peter Iver Johannsen           | dänisch-deutscher Minderheitenfunktionär                                                             | 80    |       |
| 3. März  | Agbéyomé Messan Kodjo          | togoischer Politiker                                                                                 | 69    |       |
| 3. März  | Günther Leib                   | deutscher Opernsänger                                                                                | 96    |       |
| 3. März  | Walter Mössinger               | deutscher Kunstturner                                                                                | 75    |       |
| 3. März  | Rouxantra Ntoumitreskou        | griechische Volleyballspielerin                                                                      | 46    |       |
| 3. März  | Presto                         | deutscher Rapper                                                                                     | 31    |       |
| 3. März  | Bill Ramsay                    | US-amerikanischer Jazzmusiker                                                                        | 95    |       |
| 3. März  | Klaus Röhl                     | deutscher Politiker                                                                                  | 90    |       |
| 3. März  | Mounir Sabet                   | ägyptischer General und Sportfunktionär                                                              | 87    |       |
| 3. März  | Makoto Shinohara               | japanischer Komponist und Musikpädagoge                                                              | 92    |       |
| 3. März  | Hartwig Struckmeyer            | deutscher Pädagoge, Bildungsplaner, Schriftsteller und Maler                                         | 89    |       |
| 3. März  | Rafael Suissa                  | israelischer Politiker                                                                               | 89    |       |
| 2. März  | Marie-Luise Angerer            | österreichische Medien- und Kulturwissenschaftlerin                                                  | 65    |       |
| 2. März  | Jim Beard                      | US-amerikanischer Fusionmusiker                                                                      | 63    |       |
| 2. März  | W. C. Clark                    | US-amerikanischer Bluesgitarrist, -sänger und -songwriter                                            | 84    |       |
| 2. März  | Tim Ecclestone                 | kanadischer Eishockeyspieler und -trainer                                                            | 76    |       |
| 2. März  | Martin Herbster                | deutscher Ringer                                                                                     | 62    |       |
| 2. März  | Wolfgang von Hippel            | deutscher Wirtschafts- und Sozialhistoriker                                                          | 87    |       |
| 2. März  | Peter Kopacek                  | österreichischer Informatiker                                                                        | 84    |       |
| 2. März  | Peter Oberndorfer              | österreichischer Jurist und Verfassungsrichter                                                       | 81    |       |
| 2. März  | Søren Pape Poulsen             | dänischer Politiker                                                                                  | 52    |       |
| 2. März  | Gregor Predel                  | deutscher Theologe                                                                                   | 62    |       |
| 2. März  | Antoine Predock                | US-amerikanischer Architekt                                                                          | 87    |       |
| 2. März  | Werner Slenczka                | deutscher Mediziner                                                                                  | 89    |       |
| 2. März  | Nikola Vuljanić                | kroatischer Politiker                                                                                | 74    |       |
| 1. März  | Iris Apfel                     | US-amerikanische Unternehmerin, Innenarchitektin und Modeikone                                       | 102   |       |
| 1. März  | Anna Brandt                    | deutsche Autorin                                                                                     | 90    |       |
| 1. März  | Claus Czycholl                 | deutscher Randonneur (Radfahrer)                                                                     |       |       |
| 1. März  | Lynn Fainchtein                | mexikanische Musikkuratorin, -produzentin und Radiomoderatorin                                       | 61    |       |
| 1. März  | David Johnson                  | US-amerikanischer Jazzfotograf                                                                       | 97    |       |
| 1. März  | Klaus-Peter Jörns              | deutscher Theologe und Autor                                                                         | 84    |       |
| 1. März  | Hein Mück                      | deutscher Boxer                                                                                      | 82    |       |
| 1. März  | Ernst Wolfgang Orth            | deutscher Philosoph                                                                                  | 87    |       |
| 1. März  | Egon A. Prantl                 | österreichischer Schriftsteller                                                                      | 76    |       |
| 1. März  | Aziz Qureshi                   | indischer Politiker                                                                                  | 82    |       |
| 1. März  | Akira Toriyama                 | japanischer Mangaka                                                                                  | 68    |       |
| 1. März  | Don Wise                       | US-amerikanischer R&B- und Soul-Saxophonist und -Klarinettist                                        | 81    |       |

### Datum unbekannt
| Zeitangabe                      | Name                       | Beruf, bekannt als                                             | Alter | Beleg |
| ------------------------------- | -------------------------- | -------------------------------------------------------------- | ----- | ----- |
| Tod bekannt gegeben am 28. März | Rut Hanselmann             | deutsche Malerin                                               | 96    |       |
| Tod bekannt gegeben am 28. März | Larry Lloyd                | englischer Fußballspieler                                      | 75    |       |
| 25. März oder 26. März          | Gerhard Gepp               | österreichischer Illustrator, Maler und Grafiker               | 83    |       |
| Tod bekannt gegeben am 25. März | Alesia Graf                | deutsche Boxerin                                               | 43    |       |
| Tod bekannt gegeben am 21. März | Marion Evans               | US-amerikanischer Arrangeur, Orchesterleiter und Filmkomponist | 97    |       |
| Tod bekannt gegeben am 19. März | Martin Skaba               | deutscher Fußballspieler                                       | 88    |       |
| Tod bekannt gegeben am 18. März | Jean-Maurice Bonneau       | französischer Springreiter und Reitsporttrainer                | 64    |       |
| Tod bekannt gegeben am 16. März | Carmen Hanganu             | rumänisch-deutsche Sängerin                                    | 89    |       |
| Tod bekannt gegeben am 10. März | Nick Mulder                | australischer Jazzmusiker                                      | ≈51   |       |
| 9. März oder 10. März           | Eric Carmen                | US-amerikanischer Musiker                                      | 74    |       |
| Tod bekannt gegeben am 6. März  | Kenneth B. Eisenthal       | US-amerikanischer Physikochemiker                              | 90    |       |
| Tod bekannt gegeben am 4. März  | Francisco Javier Errázuriz | chilenischer Unternehmer und Politiker                         | 81    |       |
| 3. März oder 4. März            | Félix Sabal-Lecco          | französisch-kamerunischer Schlagzeuger                         | ≈65   |       |